# Rogers Cup 2018
Rogers Cup 2018 presented by National Bank — тенісний турнір, що проходив на відкритих кортах з твердим покриттям. Це був 138-й за ліком (серед чоловіків) і 127-й (серед жінок) Відкритий чемпіонат Канади. Належав до серії Мастерс у рамках Туру ATP 2018, а також до серії Premier 5 в рамках Туру WTA 2018.  Тривав з 6 до 12 серпня 2018 року. Чоловічі змагання відбулись у Aviva Centre у Торонто, а жіночі - в IGA Stadium у Монреалі.

## Очки і призові

### Нарахування очок
| Дисципліна                 | П    | Ф   | ПФ  | ЧФ  | 1/8 | 1/16 | 1/32 | Q   | Q2  | Q1  |
| Чоловіки, одиночний розряд | 1000 | 600 | 360 | 180 | 90  | 45   | 10   | 25  | 16  | 0   |
| Чоловіки, парний розряд    | 1000 | 600 | 360 | 180 | 90  | 0    | Н/Д  | Н/Д | Н/Д | Н/Д |
| Жінки, одиночний розряд    | 900  | 585 | 350 | 190 | 105 | 60   | 1    | 30  | 20  | 1   |
| Жінки, парний розряд       | 900  | 585 | 350 | 190 | 105 | 1    | Н/Д  | Н/Д | Н/Д | Н/Д |

### Призові гроші
| Дисципліна                 | П          | F        | ПФ       | ЧФ       | 1/8     | 1/16    | 1/32    | Q2     | Q1     |
| Чоловіки, одиночний розряд | $1,020,425 | $500,340 | $251,815 | $128,050 | $66,490 | $35,055 | $18,930 | $4,360 | $2,220 |
| Жінки, одиночний розряд    | $519,480   | $252,425 | $126,450 | $60,210  | $29,010 | $14,860 | $8,015  | $3,260 | $1,970 |
| Чоловіки, парний розряд    | $316,000   | $154,710 | $77,600  | $39,830  | $20,590 | $10,860 | Н/Д     | Н/Д    | Н/Д    |
| Жінки, парний розряд       | $148,605   | $75,060  | $37,160  | $18,705  | $9,490  | $4,690  | Н/Д     | Н/Д    | Н/Д    |

## Учасники основної сітки в рамках чоловічого турніру

### Сіяні пари
Нижче подано список сіяних гравців. Посів ґрунтується на рейтингу ATP станом на 30 липня 2018. Рейтинг і очки перед наведено на 6 серпня 2018.
| Сіяний | Рейтинг | Гравець                | Очки перед | Очки, що захищає | Очки здобуті | Очки після | Підсумок                                     |
| ------ | ------- | ---------------------- | ---------- | ---------------- | ------------ | ---------- | -------------------------------------------- |
| 1      | 1       | Рафаель Надаль         | 9,310      | 90               | 1,000        | 10,220     | Чемпіон, — Стефанос Ціціпас                  |
| 2      | 3       | Александр Зверєв       | 5,665      | 1,000            | 180          | 4,845      | чвертьфінал, його переміг Стефанос Ціціпас   |
| 3      | 4       | Хуан Мартін дель Потро | 5,455      | 45               | 0            | 5,410      | знялись через травму лівого зап'ястка        |
| 4      | 6       | Кевін Андерсон         | 4,355      | 180              | 360          | 4,535      | півфінал, його переміг Стефанос Ціціпас      |
| 5      | 5       | Григор Димитров        | 4,610      | 90               | 180          | 4,700      | чвертьфінал, його переміг Кевін Андерсон [4] |
| 6      | 7       | Марин Чилич            | 3,905      | 0                | 180          | 4,085      | чвертьфінал, його переміг Рафаель Надаль [1] |
| 7      | 8       | Домінік Тім            | 3,665      | 10               | 10           | 3,665      | 2-ге коло, його переміг Стефанос Ціціпас     |
| 8      | 9       | Джон Ізнер             | 3,490      | 10               | 90           | 3,570      | 3 коло, його переміг Карен Хачанов           |
| 9      | 10      | Новак Джокович         | 3,355      | 0                | 90           | 3,445      | 3 коло, його переміг Стефанос Ціціпас        |
| 10     | 11      | Давід Ґоффен           | 3,120      | 45               | 10           | 3,085      | 1 коло, його переміг Мілош Раоніч            |
| 11     | 12      | Дієго Шварцман         | 2,470      | 180              | 90           | 2,380      | 3 коло, його переміг Марин Чилич [6]         |
| 12     | 13      | Пабло Карреньо Буста   | 2,290      | 45               | 45           | 2,290      | 2-ге коло, його переміг Карен Хачанов        |
| 13     | 19      | Джек Сок               | 1,850      | 45               | 10           | 1,815      | 1 коло, його переміг Данило Медведєв [Q]     |
| 14     | 14      | Фабіо Фоніні           | 2,190      | (90)†            | 45           | 2,145      | 2-ге коло, його переміг Денис Шаповалов      |
| 15     | 15      | Роберто Баутіста Аґут  | 2,000      | 180              | 0            | 1,820      | знявся через біль у животі                   |
| 16     | 17      | Нік Киріос             | 1,935      | 90               | 10           | 1,855      | 1 коло, його переміг Стен Вавринка [WC]      |

† Гравець використав виняток, щоб пропустити цей турнір 2017 року. Тож його очки за потрапляння до 18-ти найкращих відраховано.

### Відмовились від участі
Гравці, які були б посіяні, якби не знялись з турніру.
| Рейтинг | Гравець        | Очки перед | Очки, що захищає | Очки після | Причина |
| ------- | -------------- | ---------- | ---------------- | ---------- | ------- |
| 2       | Роджер Федерер | 7,080      | 600              | 6,480      | Розклад |

### Інші учасники
Учасники, що потрапили до основної сітки завдяки вайлд-кард:
- Фелікс Оже-Аліассім [8]
- Пітер Поланскі
- Вашек Поспішил
- Стен Вавринка

Гравці, що потрапили до основної сітки через стадію кваліфікації:
- Євген Донской
- Раян Гаррісон
- П'єр-Юг Ербер
- Ілля Івашко
- Бредлі Клан
- Данило Медведєв
- Йосіхіто Нісіока

Такі тенісисти потрапили в основну сітку як Щасливі лузери:
- Мірза Башич
- Маккензі Макдоналд
- Михайло Южний

### Відмовились від участі
До початку турніру
- Роберто Баутіста Аґут → його замінив  Маккензі Макдоналд
- Томаш Бердих → його замінив  Юіті Суґіта
- Хьон Чун → його замінив  Мірза Башич
- Хуан Мартін дель Потро → його замінив  Михайло Южний
- Роджер Федерер → його замінив  Жеремі Шарді
- Рішар Гаске → його замінив  Меттью Ебден
- Філіпп Кольшрайбер → його замінив  Мартон Фучович
- Леонардо Маєр → його замінив  Бенуа Пер
- Гаель Монфіс → його замінив  Френсіс Тіафо
- Андреас Сеппі → його замінив  Жуан Соуза

### Знялись
- Йосіхіто Нісіока

## Учасники основної сітки в парному розряді

### Сіяні пари
| Країна          | Гравець               | Країна    | Гравець      | Рейтинг1 | Сіяний |
| --------------- | --------------------- | --------- | ------------ | -------- | ------ |
| Австрія         | Олівер Марах          | Хорватія  | Мате Павич   | 5        | 1      |
| Фінляндія       | Генрі Контінен        | Австралія | Джон Пірс    | 11       | 2      |
| Франція         | П'єр-Юг Ербер         | Франція   | Ніколя Маю   | 15       | 3      |
| США             | Майк Браян            | США       | Джек Сок     | 16       | 4      |
| Польща          | Лукаш Кубот           | Бразилія  | Марсело Мело | 19       | 5      |
| Велика Британія | Джеймі Маррей         | Бразилія  | Бруно Соарес | 27       | 6      |
| Нідерланди      | Жан-Жульєн Роєр       | Румунія   | Горія Текеу  | 27       | 7      |
| Колумбія        | Хуан Себастьян Кабаль | Колумбія  | Роберт Фара  | 29       | 8      |

- Рейтинг подано станом на 30 липня 2018

### Інші учасники
Нижче наведено пари, які отримали вайлдкард на участь в основній сітці:
- Фелікс Оже-Аліассім /  Денис Шаповалов
- Деніел Нестор /  Вашек Поспішил

Нижче наведено пари, які отримали місце в основній сітці як заміни:
- Жеремі Шарді /  Люка Пуй
- Сем Кверрі /  Ражів Рам
- Артем Сітак /  Стефанос Ціціпас

### Відмовились від участі
До початку турніру
- Хьон Чун
- Фабіо Фоніні
- Домінік Тім

## Учасниці основної сітки в рамках жіночого турніру

### Сіяні пари
| Країна    | Гравчиня          | Рейтинг1 | Сіяна |
| --------- | ----------------- | -------- | ----- |
| Румунія   | Сімона Халеп      | 1        | 1     |
| Данія     | Каролін Возняцкі  | 2        | 2     |
| США       | Слоун Стівенс     | 3        | 3     |
| Німеччина | Анджелік Кербер   | 4        | 4     |
| Україна   | Еліна Світоліна   | 5        | 5     |
| Франція   | Каролін Гарсія    | 6        | 6     |
| Іспанія   | Гарбінє Мугуруса  | 7        | 7     |
| Чехія     | Петра Квітова     | 8        | 8     |
| Чехія     | Кароліна Плішкова | 9        | 9     |
| Німеччина | Юлія Гергес       | 10       | 10    |
| Латвія    | Олена Остапенко   | 11       | 11    |
| Росія     | Дарія Касаткіна   | 13       | 12    |
| США       | Вінус Вільямс     | 14       | 13    |
| Бельгія   | Елісе Мертенс     | 15       | 14    |
| Австралія | Ешлі Барті        | 16       | 15    |
| Японія    | Наомі Осака       | 17       | 16    |

- 1 Рейтинг подано станом на 30 липня 2018

### Інші учасниці
Учасниці, що потрапили до основної сітки завдяки вайлд-кард:
- Франсуаз Абанда
- Вікторія Азаренко
- Ежені Бушар
- Серена Вільямс
- Керол Чжао[8]

Гравчині, що потрапили до основної сітки через стадію кваліфікації:
- Ана Богдан
- Кейті Баултер
- Каролін Доулгайд
- Кірстен Фліпкенс
- Сесил Каратанчева
- Барбора Крейчикова
- Крістіна Макгейл
- Моніка Нікулеску
- Луціє Шафарова
- Карла Суарес Наварро
- Ван Цян
- Софія Жук

Учасниці, що потрапили до основної сітки як an alternate:
- Татьяна Марія

Як щасливий лузер в основну сітку потрапили такі гравчині:
- Моніка Пуїг

### Відмовились від участі
До початку турніру
- Домініка Цібулкова → її замінила  Арина Соболенко
- Медісон Кіз → її замінила  Алісон ван Ейтванк
- Гарбінє Мугуруса → її замінила  Моніка Пуїг
- Коко Вандевей → її замінила  Сорана Кирстя
- Серена Вільямс → її замінила  Татьяна Марія

### Знялись
- Міхаела Бузернеску
- Леся Цуренко

## Учасниці основної сітки в парному розряді

### Сіяні пари
| Країна            | Гравчиня                  | Країна     | Гравчиня                   | Рейтинг1 | Сіяна |
| ----------------- | ------------------------- | ---------- | -------------------------- | -------- | ----- |
| Чехія             | Барбора Крейчикова        | Чехія      | Катерина Сінякова          | 6        | 1     |
| Китайський Тайбей | Латіша Чжань              | Росія      | Катерина Макарова          | 8        | 2     |
| Угорщина          | Тімеа Бабош               | Франція    | Крістіна Младенович        | 11       | 3     |
| Чехія             | Андреа Сестіні-Главачкова | Чехія      | Барбора Стрицова           | 15       | 4     |
| Канада            | Габріела Дабровскі        | КНР        | Сюй Їфань                  | 20       | 5     |
| Словенія          | Андрея Клепач             | Іспанія    | Марія Хосе Мартінес Санчес | 24       | 6     |
| США               | Ніколь Мелічар            | Чехія      | Квета Пешке                | 32       | 7     |
| Австралія         | Ешлі Барті                | Нідерланди | Демі Схюрс                 | 33       | 8     |

- Рейтинг подано станом на 30 липня 2018

### Інші учасниці
Нижче наведено пари, які отримали вайлдкард на участь в основній сітці:
- Франсуаз Абанда /  Татьяна Марія
- Ежені Бушар /  Слоун Стівенс
- Карсон Бренстін /  Ребекка Маріно

### Відмовились від участі
До початку турніру
- Міхаела Бузернеску

Під час турніру
- Кароліна Плішкова
- Ян Чжаосюань
- Ч Шуай

## Фінальна частина

### Одиночний розряд, чоловіки
- Рафаель Надаль —  Стефанос Ціціпас, 6–2, 7–6(7–4)

### Одиночний розряд, жінки
- Сімона Халеп —  Слоун Стівенс, 7–6(8–6), 3–6, 6–4

### Парний розряд, чоловіки
- Генрі Контінен /  Джон Пірс —  Равен Класен /  Майкл Венус, 6–2, 6–7(7–9), [10–6]

### Парний розряд, жінки
- Ешлі Барті /  Демі Схюрс —  Латіша Чжань /  Катерина Макарова, 4–6, 6–3, [10–8]